# Progonomys sinensis
Progonomys sinensis is een fossiel knaagdier uit het geslacht Progonomys dat gevonden is in het Laat-Mioceen van de Chinese provincie Shaanxi. Deze soort komt uit de Bahe-formatie (Baodean), wat overeenkomt met het Europese Vallesien (MN 10). Deze soort staat in morfologie en grootte tussen Progonomys cathalai en Progonomys woelferi in.
Progonomys cathalai · Progonomys minus · Progonomys sinensis · Progonomys woelferi · Progonomys chougrani (ongeldige naam)